# Bijenorchis
De bijenorchis (Ophrys apifera) is een orchidee. De Nederlandse naam wordt ontleend aan het feit dat onderlip op een bij lijkt. Die onderlip is opgebold, meestal bruin met een gele tekening en harig aan de rand, met een groene zuil waarin twee ogen lijken te zitten. De binnenste bloemdekbladen zijn kort, smal, groenig of bruinig (nominaat) of lijken op de buitenste (subsp. jurana). Verder zijn er drie rozerode tot witte ingedeukte buitenste bloemdekbladen met een naar groenig verlopende top en groene nerven. De plant lijkt op de iets kleinere hommelorchis Ophrys holoserica, die niet in het wild in Nederland en Vlaanderen voorkomt. De bijenorchis is een uitzondering in het geslacht Ophrys omdat de bloemen zich bijna altijd zelf bestuiven. De bloeiperiode valt in Nederland van begin juni tot half juli.
De plant is in België wettelijk beschermd. Die bescherming is in Nederland per 1 januari 2017 vervallen, zie lijst van wettelijk beschermde planten in Nederland.

## Verspreiding
De bijenorchis komt voor westelijk vanaf Ierland en Engeland (maar niet in Schotland), zuidelijk vanaf het rifgebergte via Noord-Tunesië, Kreta, oostelijk tot Israël, het Turkse kustgebied tot Georgië, de Krim, Bulgarije, de kust van de Adriatische Zee, de Alpen en Midden-Duitsland. De plant groeit op kalkhoudende, vochtige graslanden die in het verleden verstoord zijn geweest zoals verlaten akkers, wegbermen, puinstortplaatsen, kwellende dijken, in duinen en op industrieterreinen. De plant groeit zowel in de volle zon als op licht beschaduwde plaatsen. In Nederland loopt het verspreidingsgebied vanuit het westen (Noord- en Zuid-Holland) via Zeeland en Nederlands Limburg naar België. In het midden van de 20ste eeuw kwam hij het meest voor in Zuid-Limburg, maar het zwaartepunt ligt de laatste decennia in Zeeland. De plant is de laatste jaren in opkomst en komt nu hier en daar ook voor in Utrecht en Friesland.

## Beschrijving

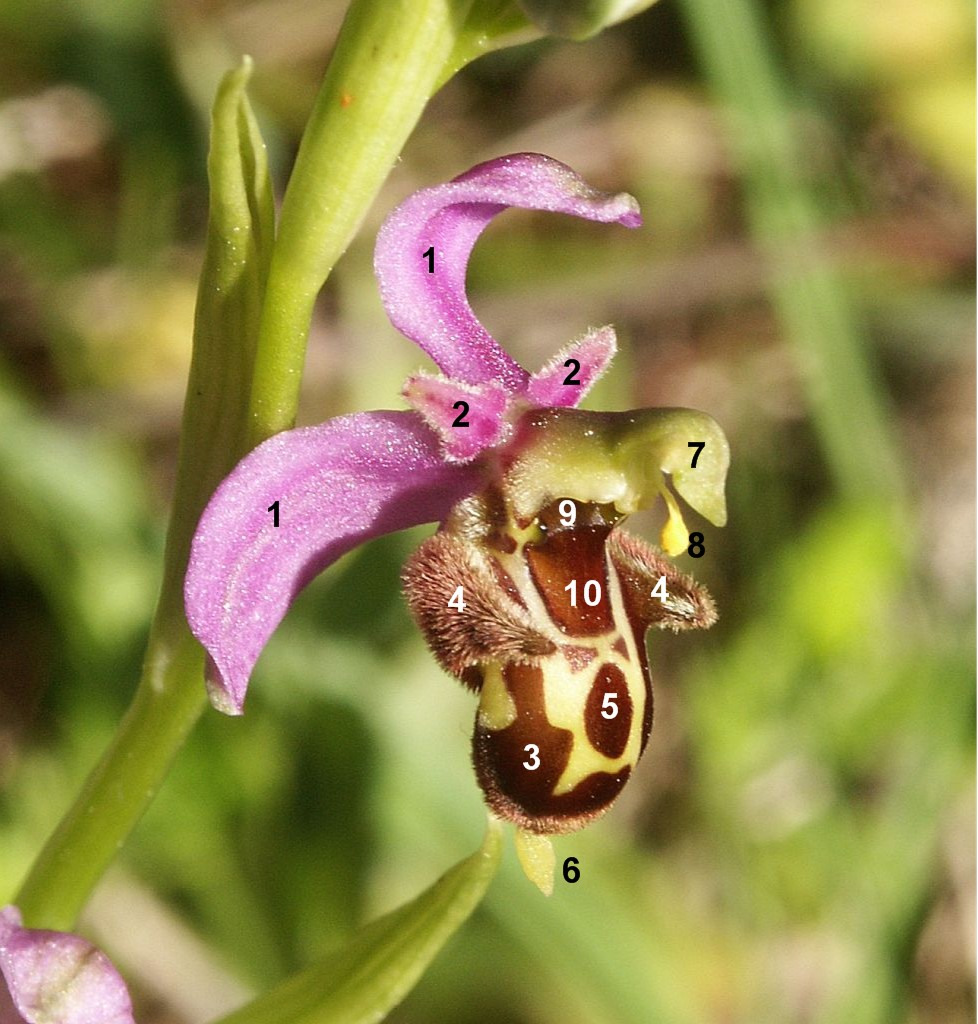
Bloemonderdelen: 1. buitenste bloemdekbladen 2. binnenste bloemdekbladen 3. lip - middenlob 4. zijlobben 5. speculum 6. aanhangsel 7. zuiltje 8. stuifmeelklompjes 9. schijnogen 10. basaal veld

De bijenorchis is een lage tot middelhoge (30-80 cm) vaste plant, die in de voorzomer bloeit. In de herfst bevindt de hele plant zich onder de grond. Net als een groot aantal verwante soorten bestaat hij dan uit twee vlezige ovale bolvormige knollen, een spitse groenige stengelscheut en een aantal uitstralende, vlezige, wittige, onvertakte wortels, ongeveer tweemaal zo lang als de knollen en van ongeveer gelijkblijvende dikte. Ze ontspringen waar de knollen en de scheut met elkaar in verbinding staan. In de winter is er al een bladrozet te zien. Naarmate het jaar vordert krimpt, rimpelt, en verkleurt de ene knol tot bruinig en rot uiteindelijk weg als de zaden rijp zijn. De andere wittige knol wordt steeds groter en bevat het reservevoedsel voor de bloei van het daarop volgende jaar. Van de knollen en wortels komt een opvallende aardachtige geur die wordt veroorzaakt door de wortelschimmel waarmee hij in symbiose leeft. De bladrozet bestaat uit enkele (3-5) 8-12 cm lange, enkelvoudige en gaafrandige, langwerpig eironde, vlakliggende, zilverig groene bladeren met een donkerdere opvallende middennerf en aan beide zijden 5-7 parallelle nerven, en met een in een schede om de stengel aflopende voet en een stompe top. Er zijn een of twee rechtopstaande stengelbladeren, die kleiner zijn dan de rozetbladeren en een spitse top hebben.
De bloemtros bevat meestal vier tot acht (maximaal veertien) bloemen die wat verder van elkaar staan dan elke bloem hoog is. Ze staan elk in de oksel van een rechtopstaand, langwerpig, bleek zilvergroen, donker parallel-generfd schutblad, dat langer is dan de bloem. Zoals bij alle inheemse orchideeën staat het driedelige, in de lengte gegroefde onderstandige vruchtbeginsel ongesteeld in de oksel van het schutblad. Het is aan de top omgebogen zodat de lip toch naar beneden wijst (bij de meeste andere orchideeën is het vruchtbeginsel tijdens de bloei over de lengte 180° gedraaid). De doosvrucht springt open met 3 overlangse spleten. Net als bij alle andere inheemse orchideeën is het zaad grijsbruin, stoffijn, uiterst licht, met een maximaal 0,8 mm lange, netvormige zaadhuid en een kiem van ± 0,2 mm. De bloem is net als bij alle andere inheemse orchideeën tweezijdig symmetrisch. Aan de kant die tijdens de bloei aan de bovenkant zit, zit het zuiltje, de met de enige meeldraad samengegroeide stamper. Elk van de helmhokjes bestaat uit een omhulsel en een omgekeerd peervormig klompje waarop het gele stuifmeel zit met daaronder een geel steelje en aan de voet daarvan een hechtschijfje dat wordt beschermd door een napje. Het zuiltje staat in het verlengde van het vruchtbeginsel. Bij de bijenorchis is het zuiltje groen en lijkt op een kop-borststuk van een insect met daarin twee ogen, de hokjes waarin de stuifmeelklompjes hebben gezeten, met daarbovenop een gebogen snaveltje. Dit is een onvruchtbare stempel. De steeltjes van de stuifmeelklompjes zijn lang en krommen al vroeg in de bloei sterk naar onder, zodat het stuifmeel bijna tegen de vruchtbare stempels komt die zich onder de napjes op het zuilje bevinden. Tegenover het zuiltje staat de lip van 10-12 mm lang. Die lip is opgebold, meestal bruin met een, vaak hoefijzervormige, gele tekening en harig aan de rand (maar zie de beschrijving van de variëteiten). De hoefijzervormige tekening is meest honinggeel en bestaat uit een binnen- en buitenboog. Vaak zijn er nog twee kleinere vlekken lager op de lip en die zijn soms met een spoorvormige vlek verbonden met het hoefijzer. Binnen het hoefijzer is het zogenoemde basale veld dat glanzend en lichtbruin, honinggeel of wat paarsig kan zijn. Er zijn twee bruinharige stomp driehoekige zijlobben, die minder dan half zo lang zijn als de middenlob. De middenlob eindigt in een klein, geel, teruggeslagen aanhangsel. Bij het geslacht spiegelorchis ontbreekt de spoor. Dit alles geeft de indruk van het achterlijf van een hommel. De binnenste bloemdekbladen (petalen) zijn kort, ⅛-⅓× zo lang als de buitenste bloemdekbladen (sepalen), smal, driehoekig tot langwerpig, groenig of bruinig, en behaard (nominaat) of lijken op de buitenste (subsp. jurana). Verder zijn er drie onbehaarde, ± 15 mm lange, rozerode tot witte ingedeukte sepalen met een naar groenig verlopende top en groene nerven, die nog wat groener zijn op de achterkant en naarmate de bloei vordert verder worden teruggeslagen. De bloem bevat geen nektar.

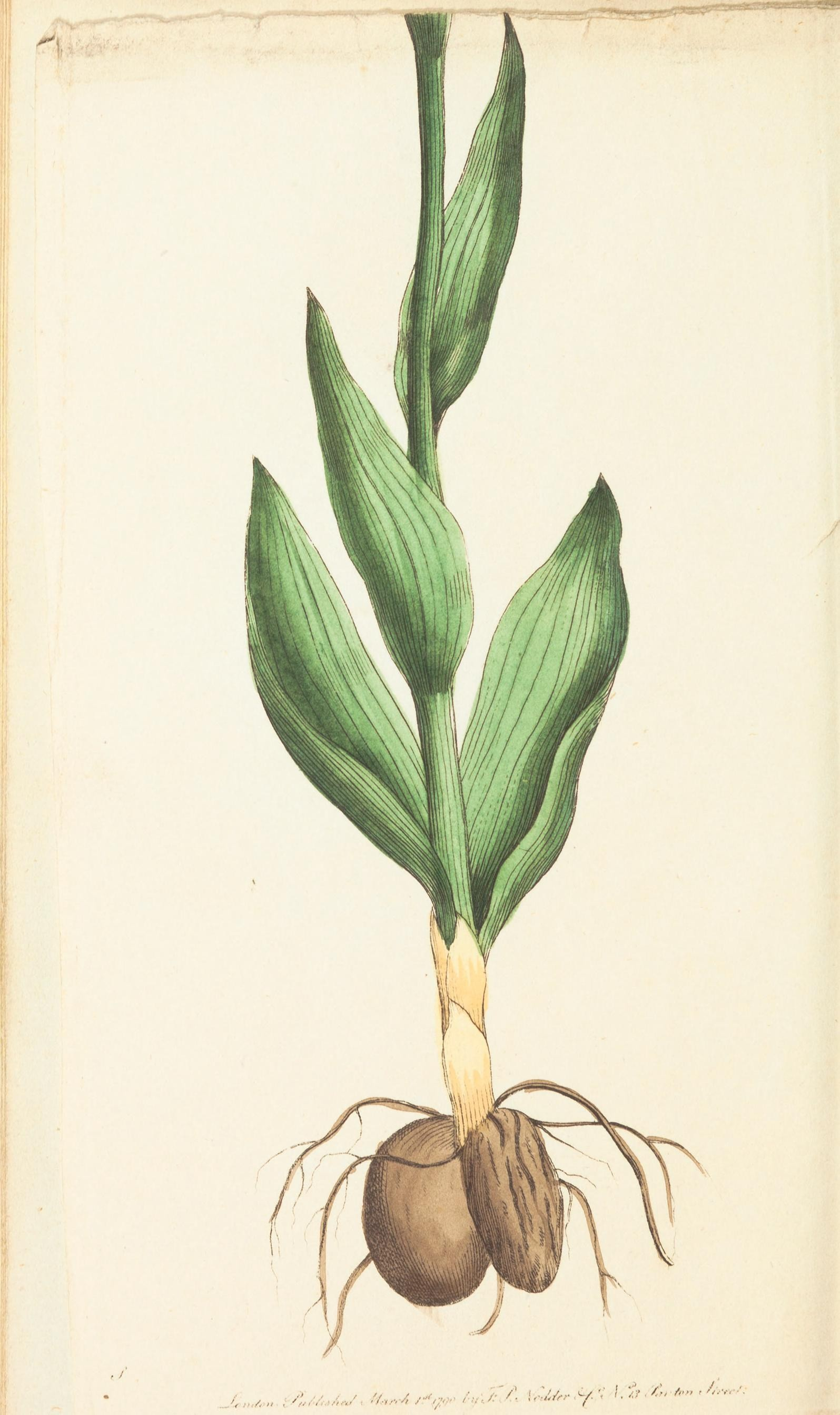
tekening van knollen
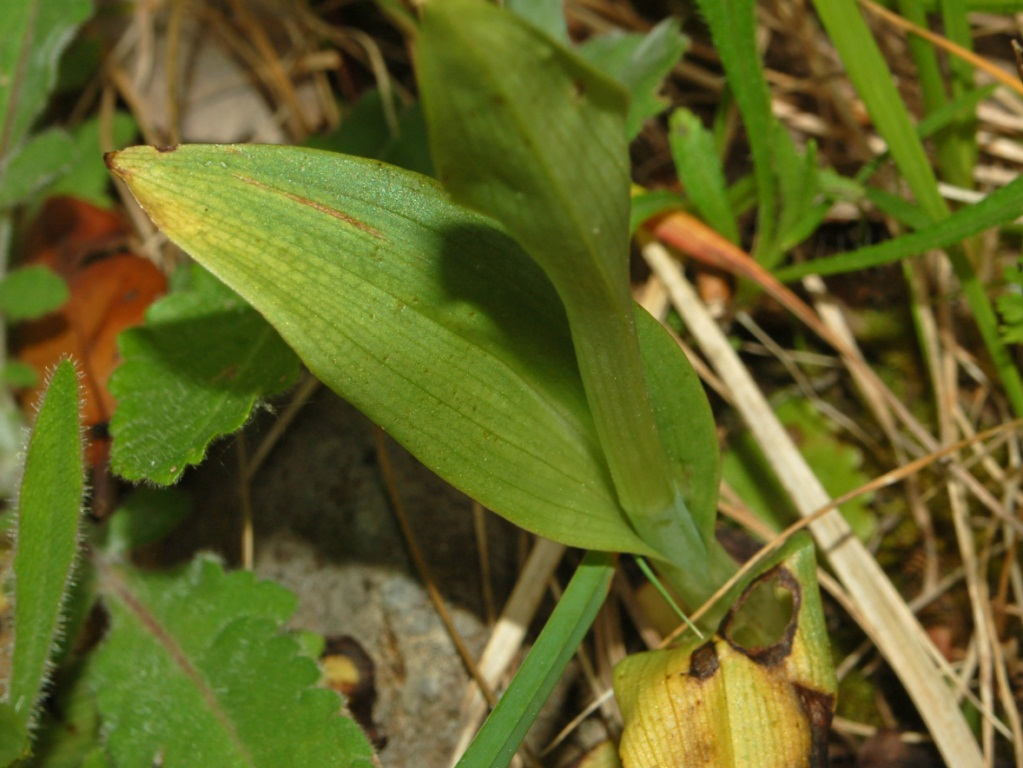
bladeren
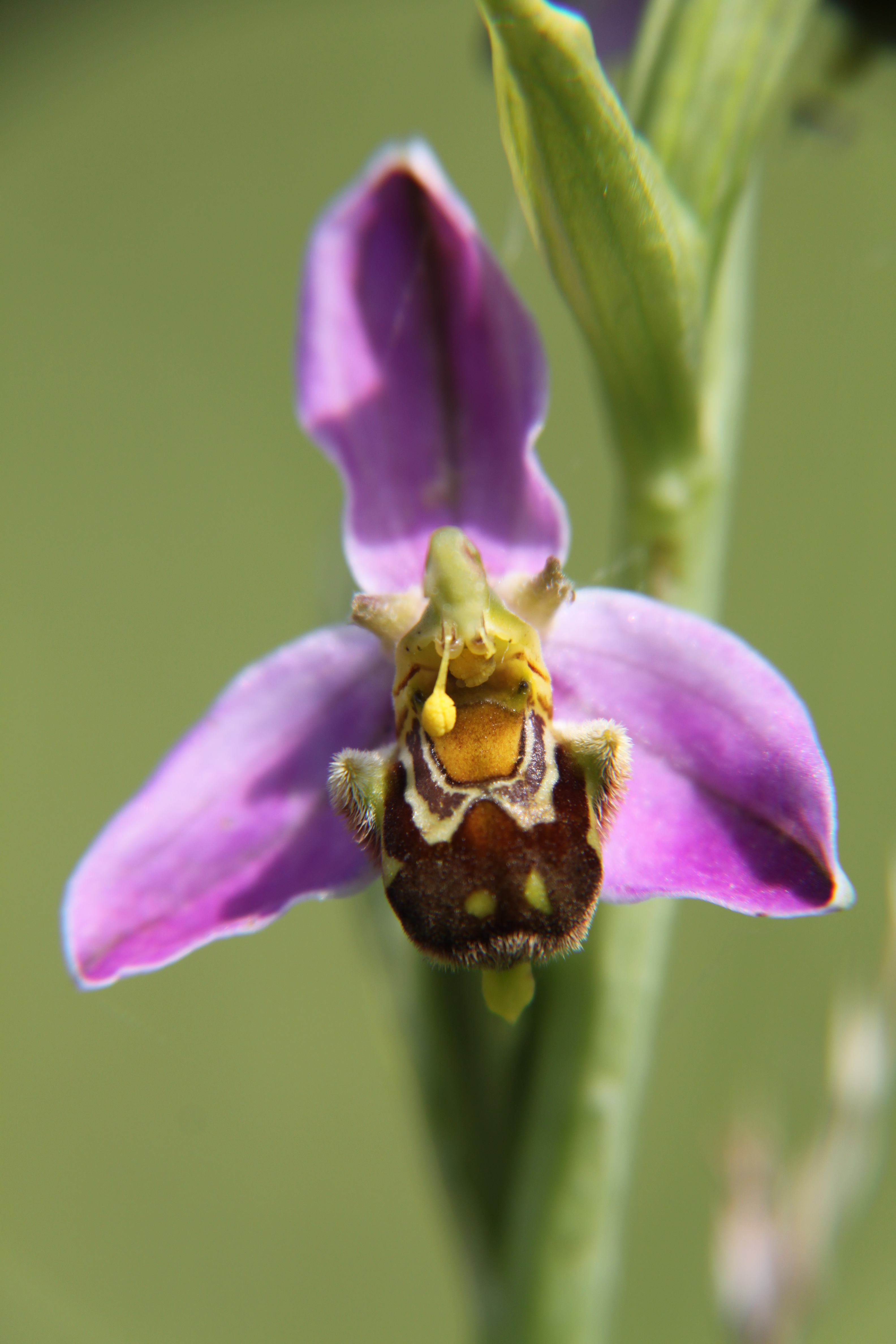
vooraanzicht bloem
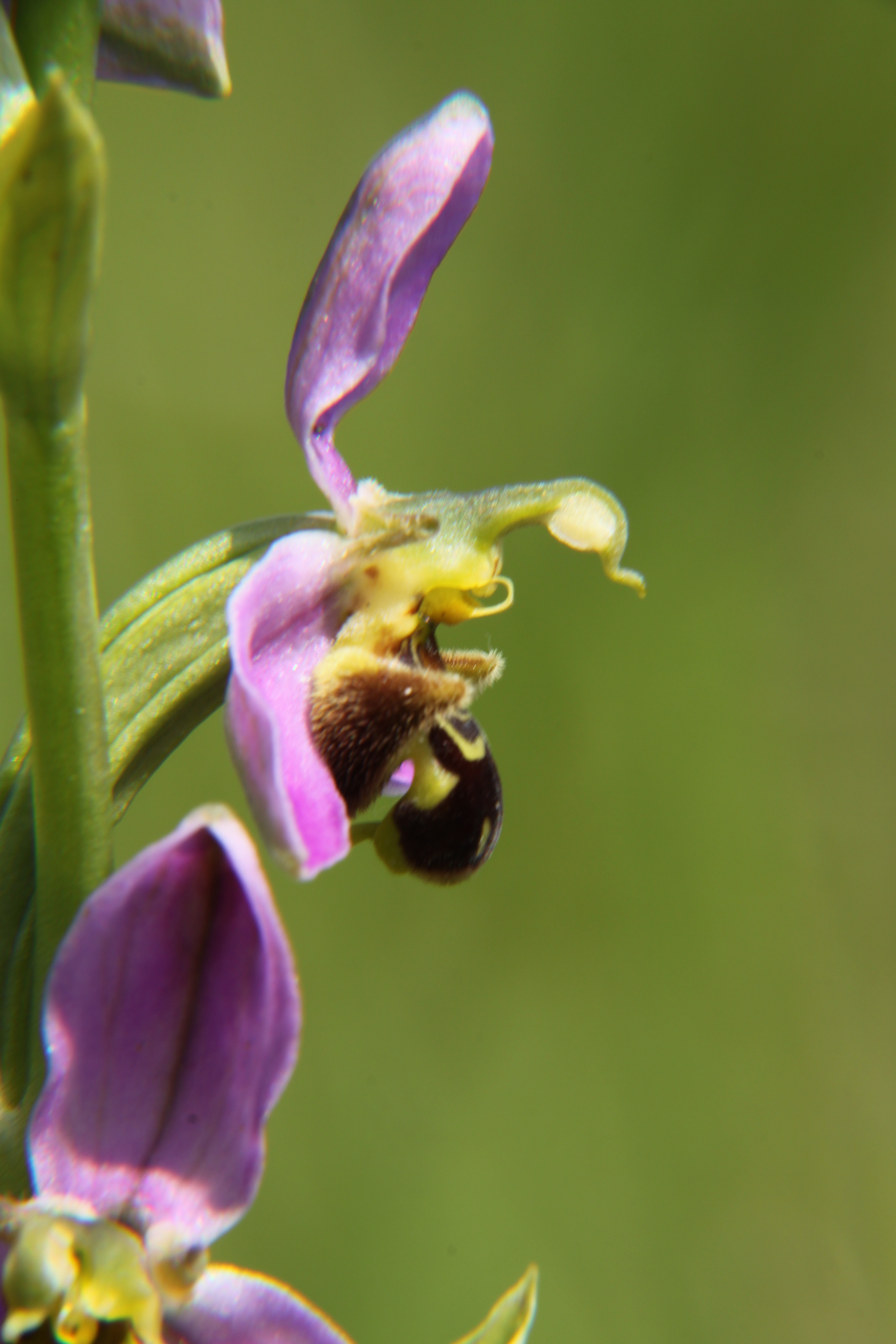
zijaanzicht bloem
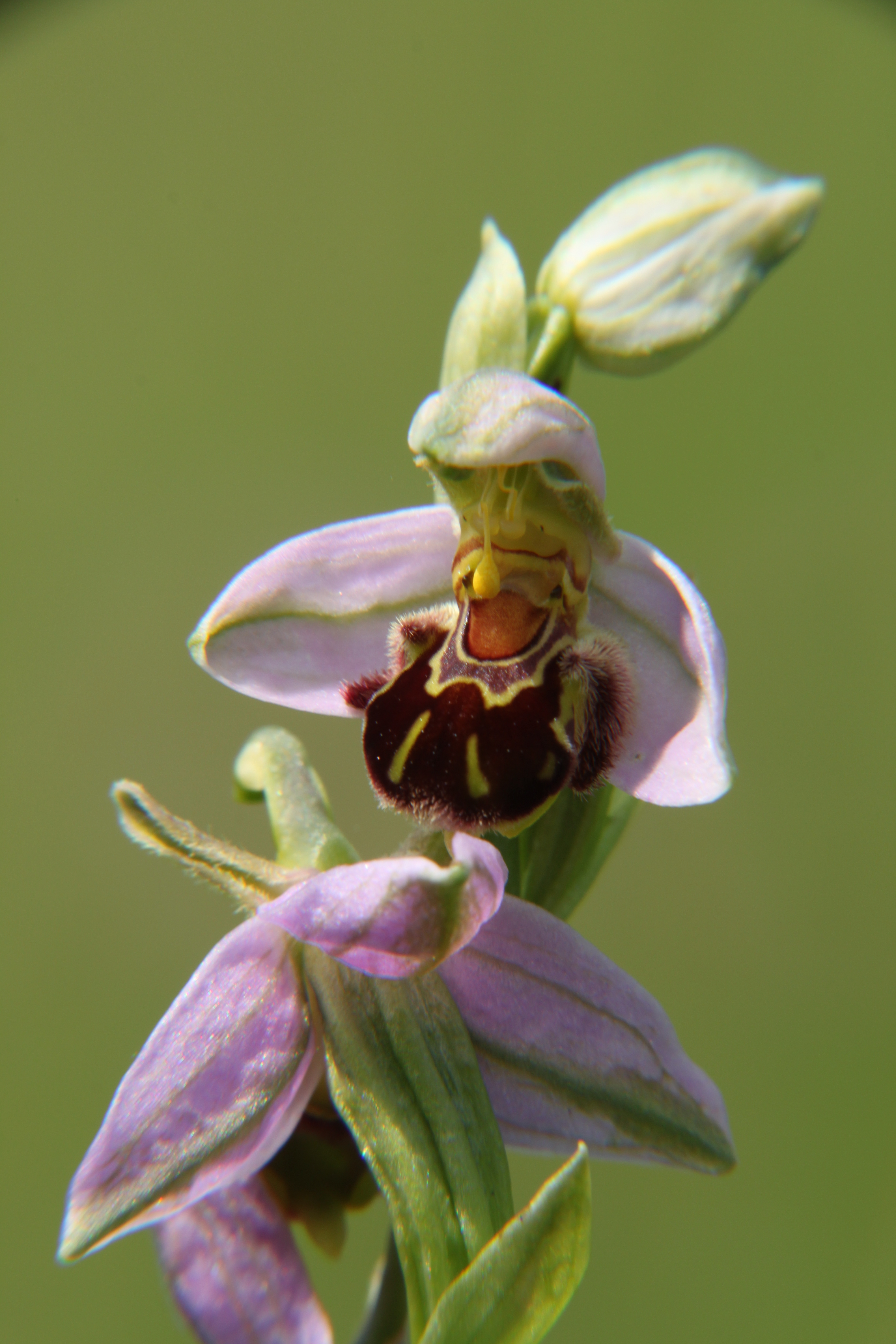
knop, net geopende bloem, achteraanzicht
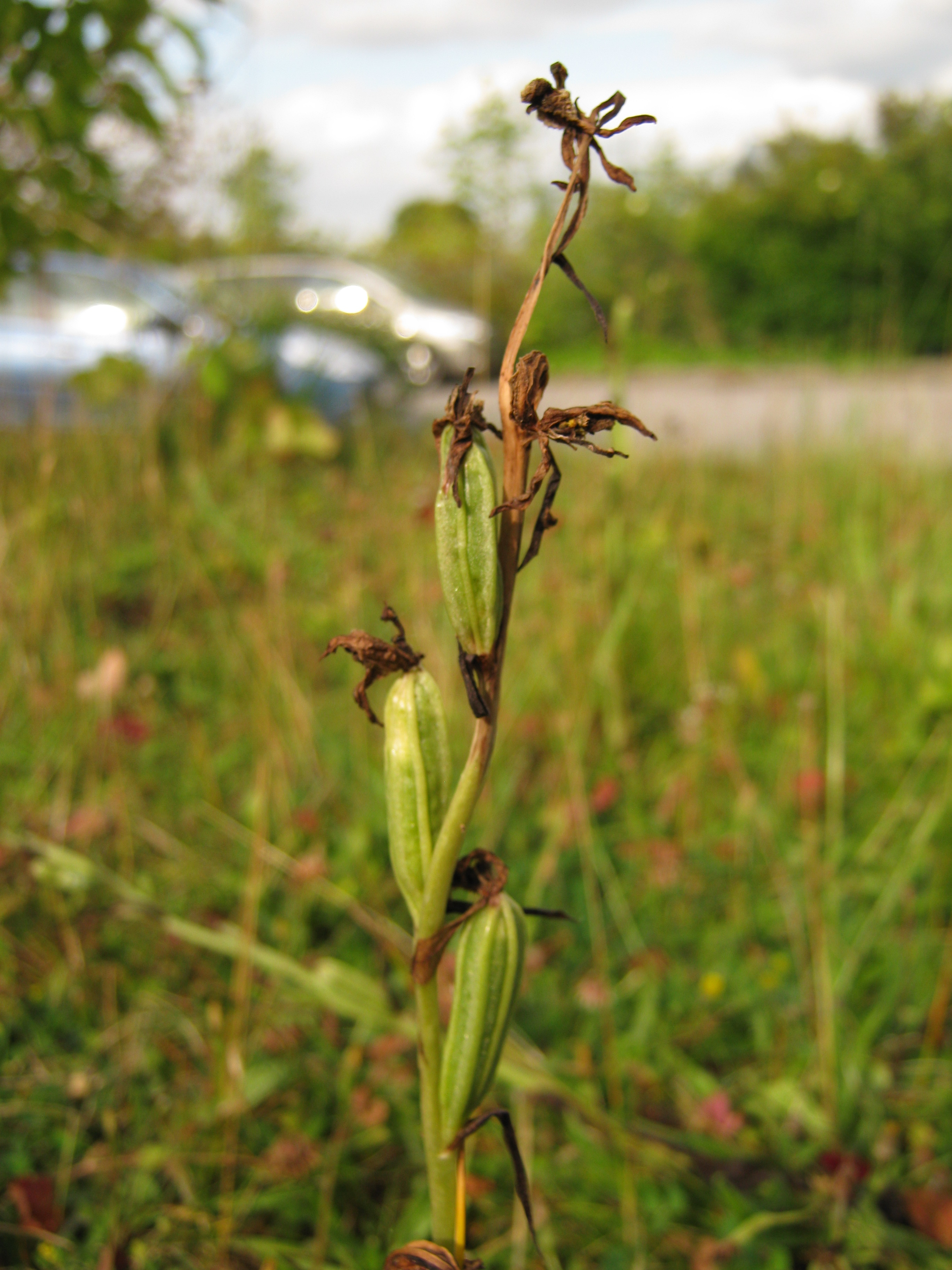
zaaddozen

## Ondersoorten, variëteiten en hun voorkomen
Net als veel andere orchideeën is de bijenorchis nogal variabel. Er zijn twee ondersoorten, O. apifera subsp. apifera en O. apifera subsp. jurana, waarbij O. apifera jurana te onderscheiden is doordat de binnenste bloemdekbladeren (of petalen) niet heel kort, groenig of bruinig zijn en zonder duidelijke middennerf, maar ten minste half zo lang als de buitenste bloemdekbladen (of sepalen), dezelfde kleur hebben, dus roze, wit of crèmekleurig, met een groene middennerf.
Bij de variëteit aurita zijn de petalen groen, smal door naar achter omgekrulde randen, recht en bijna half zo lang als de sepalen. aurita komt verspreid voor en vervangt dan meestal de nominaat volledig. In Nederland komt deze vooral voor in het Westelijk Havengebied bij Amsterdam en in het Deltagebied. bicolor is te herkennen aan een tweekleurige onderlip, ongetekend donkerbruin aan de onderkant en paarsig bleekbruin in het midden en een smalle geelachtige strook aan de basis. Hij is bekend van verschillende plaatsen in Frankrijk, Zwitserland en Italië, niet uit Nederland. De variëteit chlorantha heeft crèmewitte petalen, groengele sepalen en een gele onderlip, meer groenig naar de rand met een slecht zichtbare witachtige tekening van doorschemerende vlekken en strepen. Het is een zeldzame afwijking in populaties van de nominaat. In Nederland is hij eenmaal in Zuid-Limburg gevonden. O. apifera var. flavescens lijkt hierop en is ook op te vatten als een albino die zeer zelden in gewone populaties voorkomt, maar de onderlip is honinggeel en de petalen zijn olijfachtig groen. Hij is niet bekend uit Nederland. De variëteit trollii heeft een afwijkende lip die langer is en puntig toeloopt doordat de punt niet naar achteren is omgekruld, en waarvan de zijlobben niet grotendeels samengegroeid zijn met de middenlob. De tekening is vaak onsamenhangend, vervloeiend en de onderlip lijkt meer geel te bevatten. trollii kennen we uit Frankrijk, Noord-West Italië, Zwitserland, Duitsland, Zuidoost-Engeland en in Nederland op Voorne, bij Rotterdam en bij IJzendijke. Omdat bloemen van de nominaatvorm en trollii samen aan één stengel zijn gevonden is het waarschijnlijk slechts een vergroeiing.
Van O. apifera jurana zijn drie variëteiten beschreven, die lastig te onderscheiden zijn. De variëteit botteronii zou van fribourgensis te onderscheiden zijn door een weinig teruggekromde punt, en saraepontana zou intermediair zijn. De variëteiten van O. apifera jurana komen verspreid voor in Europa, en in Nederland bekend van aangevoerde mergel aan weerszijden van de snelweg Voerendaal-Bocholtz.

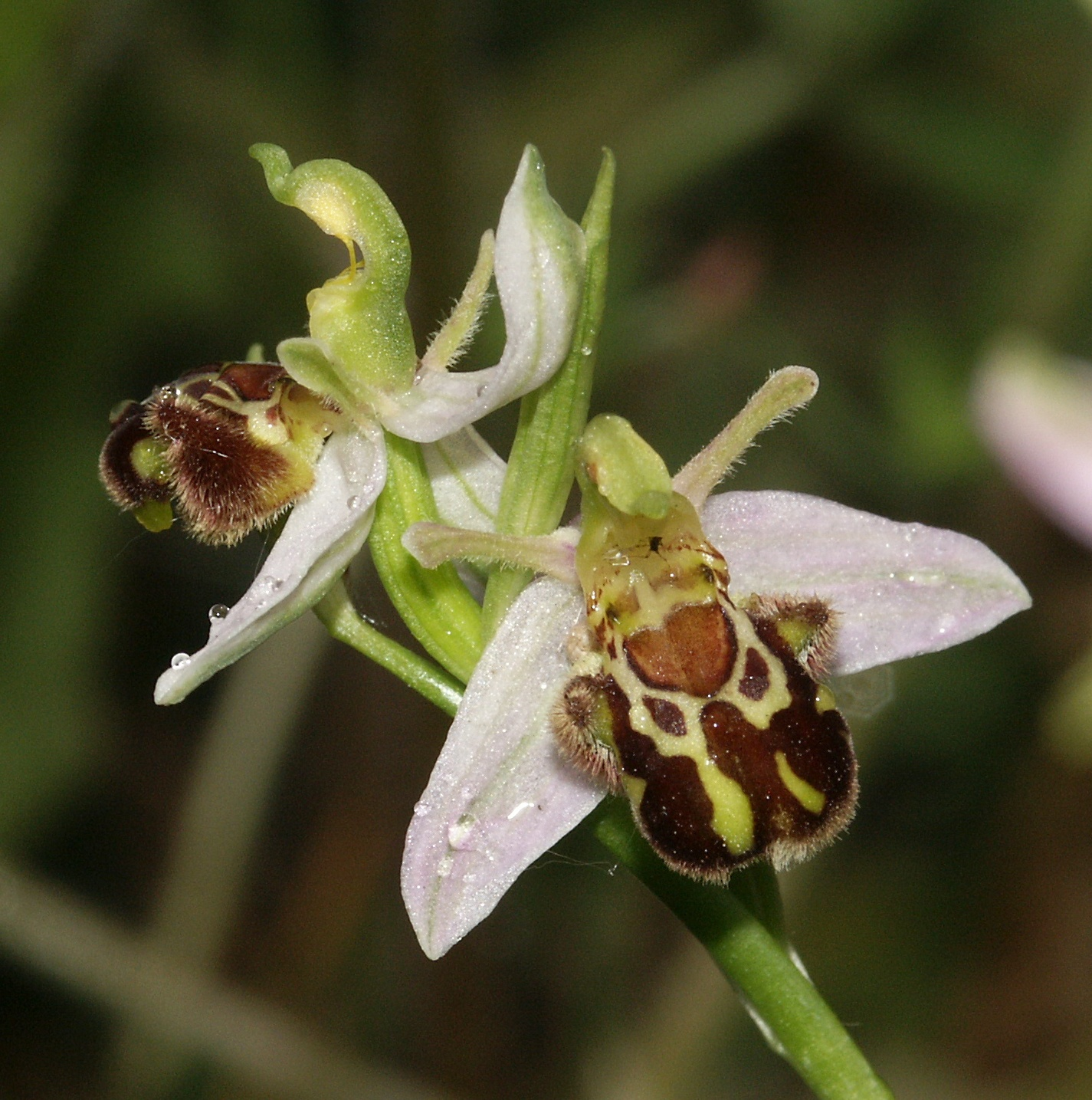
var. aurita
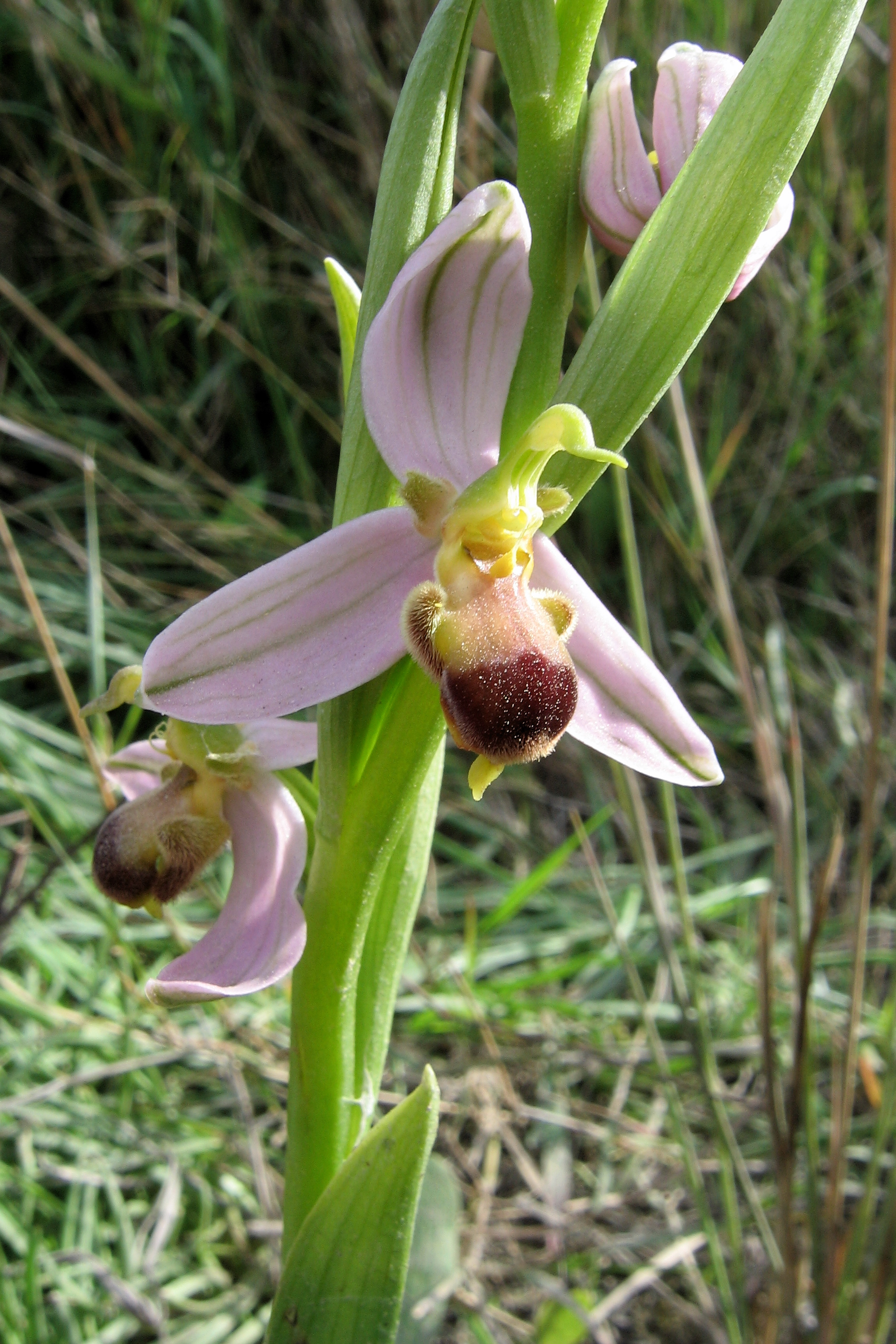
var. bicolor
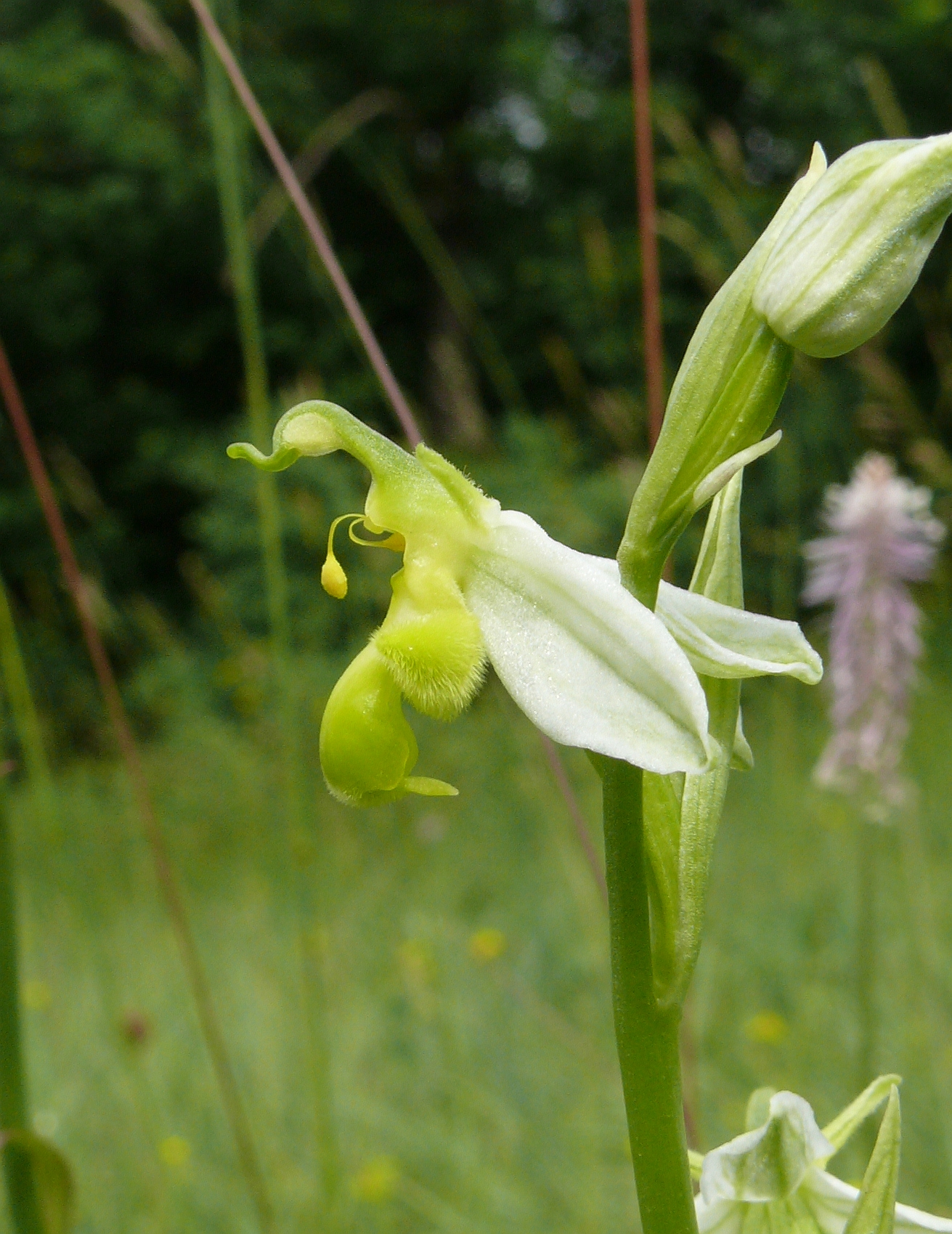
var. chlorantha
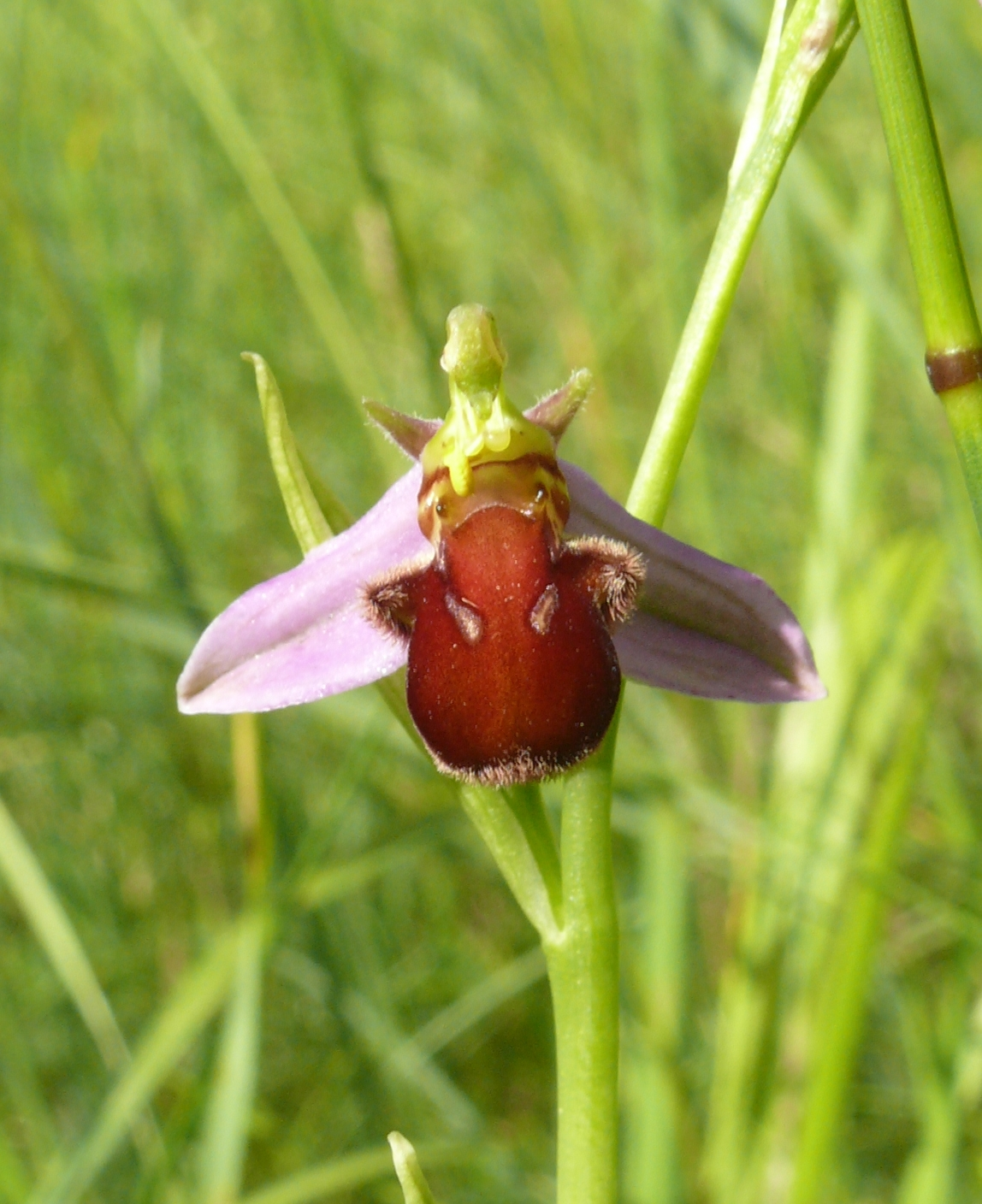
var. fulvofusca
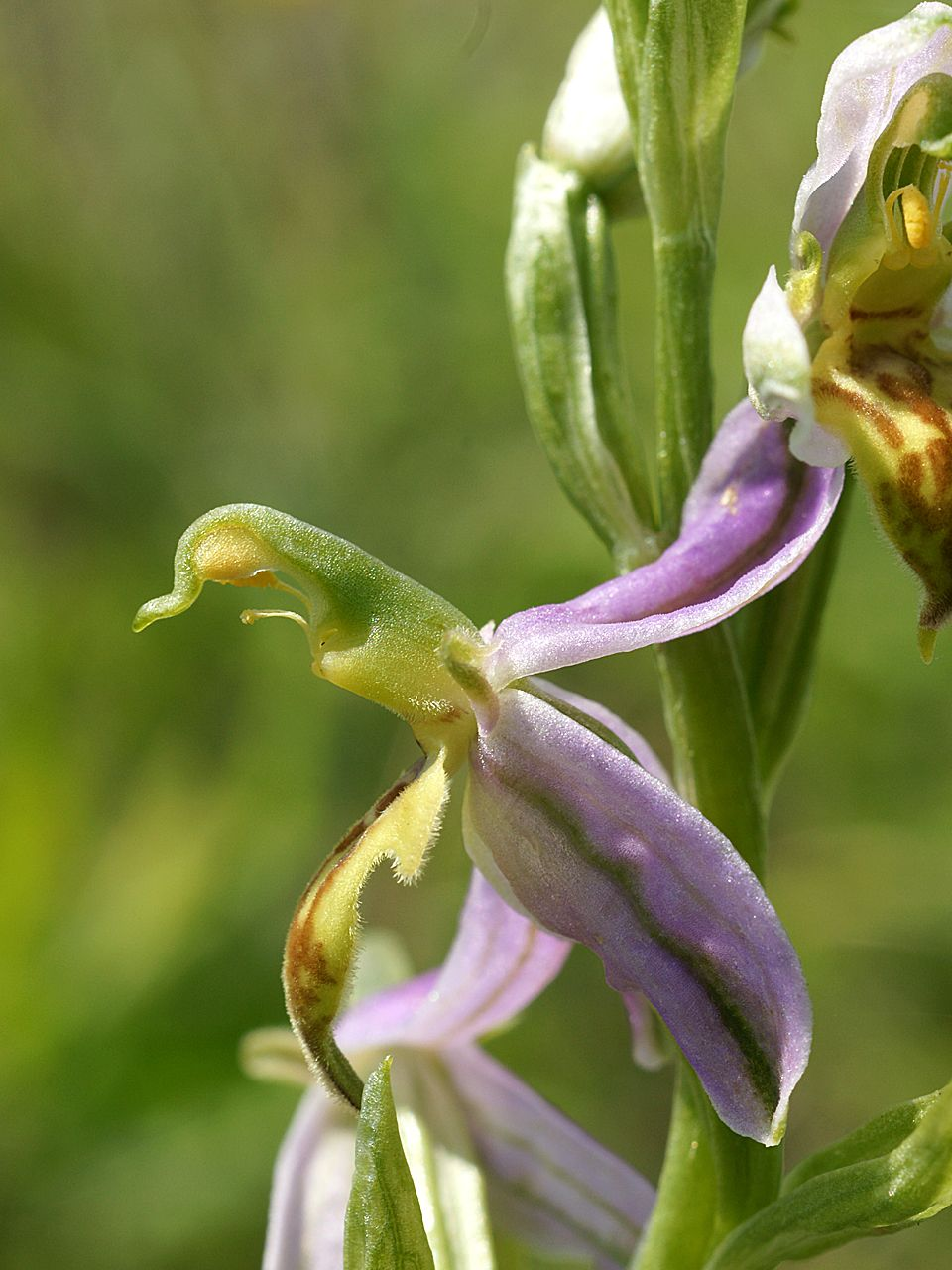
var. trollii
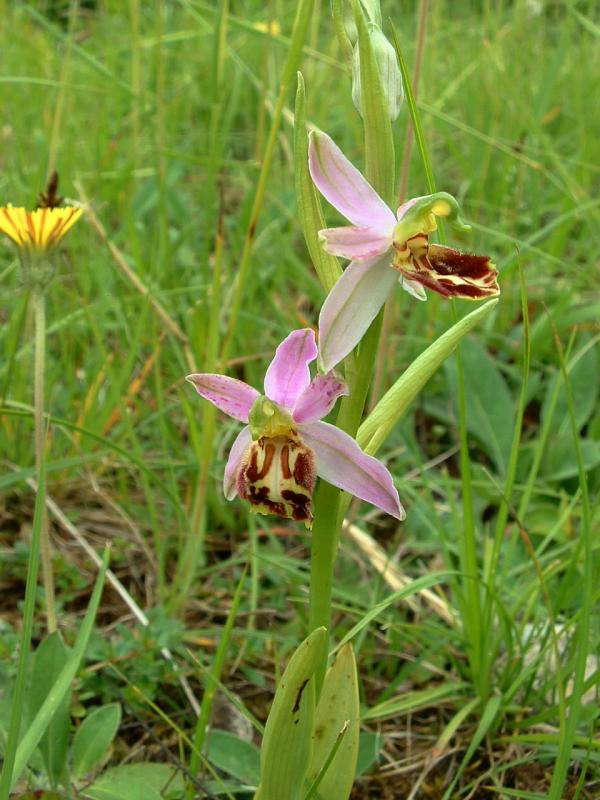
subsp. jurana

## Verschillen met andereOphrys-soorten
De hommelorchis (O. holocericea) verschilt van de bijenorchis in de ongedeelde lip met een naar voren gebogen aanhangsel (en niet drielobbig met een teruggeslagen aanhangsel), die daardoor ingerand lijkt, petalen met een paarsige basis en verder meest in een donkerder tint dan de sepalen.
De vliegenorchis (O. insectifera) heeft rechtopstaande grondstandige bladeren (en geen rozet van vlakliggende bladeren), schutbladeren die iets langer zijn dan het vruchtbeginsel (en niet boven de bloem uitstekend) groene, niet teruggeslagen, smal-eironde sepalen (en niet wit tot rozerood, later in de bloei ver teruggeslagen), lange, smalle zwartbruine petalen (en niet kort en groenig/gelig of als de sepalen) en een tamelijk vlakke, onbehaarde, donkerbruine lip met een gespleten top en uitstaande zijlobben, en vaak een blauwachtige vlek in het midden (en niet een opgebolde behaarde bruine lip met een hoefijzerachtige tekening).

## Ecologie

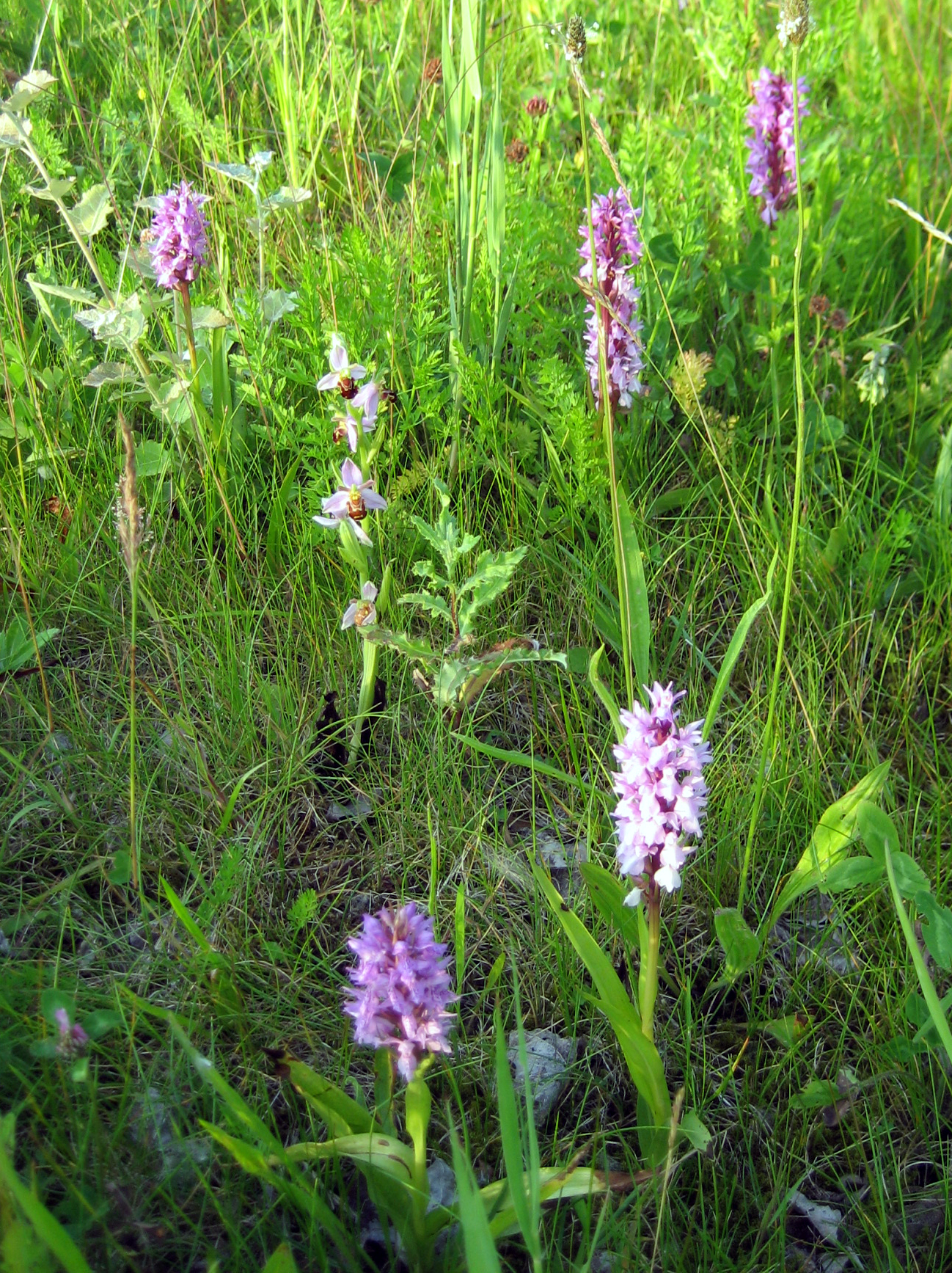
Bijenorchis in vochtige open vegetatie met rietorchis, gestreepte witbol, peen, riet, akkerdistel, rode klaver, smalle weegbree en witte abeel

De bijenorchis is vrijwel altijd zelfbestuivend. De stuifmeelklompjes hebben een relatief lange steel die al bij het begin van de bloei krimpen en uit hun hokjes getrokken worden, en buigen tot vlak voor de stempel. De hechtschijfjes blijven in hun beursjes zitten, zodat ze zich niet hechten aan bloembezoekende insecten. Niettemin is bekend van de langsprietbijen Tetralonia lucasi en uit het geslacht Eucera dat ze op de bijenorchis vliegen. De zaden van alle orchideeën zijn zo klein dat ze geen reservevoedsel bevatten en deze zijn voor de ontwikkeling daardoor afhankelijk van een wortelschimmel die de kiem volledig moet voeden. Ook later zijn veel orchideeën van deze wortelschimmels afhankelijk voor het toevoeren van water en mineralen. De bijenorchis bloeit soms niet elk jaar, zodat het aantal bloeistengels in een populatie van jaar tot jaar sterk kan schommelen of een kleine populatie zelfs verdwenen lijkt te zijn. Er zijn dan wel bladrozetten, maar die vallen tussen de hoge vegetatie in de zomer niet erg op.
De bijenorchis kan zich snel op nieuwe, open locaties vestigen en wordt daar het grootst. Hij groeit in Nederland op matig vochtige, bij voorkeur kalkrijke plaatsen in open graslanden, die niet al te rijk, maar wel enigszins verstoord zijn of zijn geweest ten tijde van de vestiging. Het kan daarbij gaan om verlaten akkers, pioniervegetaties op braakliggende industrieterreinen tussen berken en wilgenopslag, restanten van gronddepots en op dijkhellingen. Planten waarmee de bijenorchis op allerlei verschillende groeiplaatsen vaak samen voorkomt zijn gewoon puntmos, heermoes, glanshaver, kropaar, veldbeemdgras, wilde peen, hopklaver, rode klaver, scherpe boterbloem en viltig kruiskruid. Op vochtige open groeiplaatsen staat hij vaak in gezelschap van riet, rietzwenkgras, gestreepte witbol, rietorchis, en (zeldzamer) vleeskleurige orchis, moeraswespenorchis en de grote keverorchis. In beschaduwde, humeuze omstandigheden komt hij echter vaak voor met klein wintergroen, bosorchis en brede wespenorchis.

### Beheer
De soort bereikt in Nederland de noordgrens van zijn verspreidingsgebied. Hij gaat hier sinds eind twintigste eeuw in aantal vooruit, hetgeen wel wordt toegeschreven aan klimaatverandering. Om de bijenorchis te beschermen wordt aanbevolen om vergrassing, struweelvorming en verruiging tegen te gaan, en zo nodig door te maaien na augustus. Verder zou het helpen om sterke erosie op steile groeiplaatsen tegen te gaan. Nieuwe vestigingen kunnen worden gecreëerd door struweel en bos te verwijderen en pionierssituaties te maken op potentieel geschikte locaties nabij bestaande groeiplaatsen.